# جواهر العامري
جواهر العامري هي مؤلفة ومخرجة ومنتجة أفلام سعودية.

## مسيرتها المهنية
تخرجت جواهر العامري في كلية الفنون السينمائية بجامعة عفت الأهلية، ثم بدأت مسيرتها المهنية كمخرجة ومؤلفة ومنتجة للأفلام القصيرة حيث ألفت وأنتجت وأخرجت العديد من الأفلام السينمائية القصيرة بالإضافة إلى عدة أفلام قصيرة شاركت في إخراجها برفقة مخرجين آخرين. شاركت جواهر العامري أيضًا في عدد من الورشات للتدريب على الكتابة وتطوير السيناريو مثل برنامج تورينو لاب ومائدة الشرق الأوسط في الولايات المتحدة الأمريكية. وفي عام 2022، ألتحقت جواهر العامري بمبادرة الشرق الأوسط للإعلام التي أطلقتها جامعة جنوب كاليفورنيا.

## أعمالها

### الأفلام
- سعدية سابت سلطان: عُرض لأول مرة عام 2019 في مهرجان أفلام السعودية.[3]
- من يحرقن الليل: أنتج عام 2020، وشاركت في إنتاجه بالتعاون مع المخرجة سارة مسفر، وعُرض خلال فعاليات الدورة الثانية والأربعين من مهرجان القاهرة السينمائي الدولي.
- بلوغ: أنتج عام 2021، وتولت جواهر العامري إخراج جزء من الفيلم بعنوان «مجالسة الكون». عُرض الفيلم لأول مرة في مسابقة آفاق السينما العربية خلال فعاليات الدورة الثالثة والأربعين من مهرجان القاهرة السينمائي الدولي عام 2021.[4]
- انصراف: أنتج عام 2022، وعُرض عالميا لأول مرة في مهرجان هوليوود الدولي للأفلام القصيرة بالولايات المتحدة الأمريكية، ثُم عُرض في المملكة المتحدة قبل عرضه في العالم العربي للمرة الأولى عام 2024 خلال فعاليات الدورة الخامسة والأربعين من مهرجان القاهرة السينمائي الدولي،[5] كما عُرض الفيلم في رُكن الأفلام القصيرة خلال فعاليات الدورة السابعة والسبعين من مهرجان كان السينمائي الدولي.

### الأعمال الأخرى التي شاركت فيها وليست من إخراجها
| السنة | اسم العمل | النوع | نوع المُشاركة |
| ----- | --------- | ----- | ------------ |
| 2023  | شربكات    | مسلسل | ممثل         |

## التكريمات والجوائز
فازت المخرجة جواهر العامري بجائزة «سرد» من مهرجان القاهرة السينمائي الدولي لعام 2022 مع التوصية من المهرجان بالإشراف على تطوير سيناريو ومشروع فيلمها الروائي الطويل الأول، والذي حمل عنوان «عزيز هالة»، ثم فازت بعد ذلك بجائزة أفضل مخرج من مهرجان هوليوود الدولي للأفلام القصيرة عن فيلمها «انصراف»، كما نالت عن نفس الفيلم جائزة لجنة التحكيم الخاصة في مسابقة الأفلام القصيرة ضمن فعاليات الدورة الخامسة والأربعين من مهرجان القاهرة السينمائي الدولي، وفاز فيلمها القصير «سعدية سابت سلطان» بجائزة أفضل فيلم قصير من مهرجان الفيلم السعودي. وفي عام حاز الفيلم القصير «من يحرقن الليل» الذي أنتجته على جائزة أفضل فيلم قصير من مهرجان بالم سبرينجز الدولي للأفلام القصيرة، وجائزة السينما الواعدة من مهرجان أيام قرطاج السينمائية.

## وصلات خارجية
- صفحة المخرجة على قاعدة بيانات الأفلام العربية